# Gavião (Bahía)
Gavião es un municipio brasileño del estado de Bahía.
Se localiza a una latitud 11º28'14" sur y a una longitud 39º47'02" oeste, estando a una altitud de 312 metros.
Posee un área de 336,8,3 km².